# Hassen Tahir
Hassen Tahir, parfois orthographié Hacène Tahir (en arabe : حسان طاهير), est un footballeur international algérien, né le 8 juin 1946 à Bologhine dans la Wilaya d'Alger. Il évoluait au poste d'attaquant.
Il compte 4 sélections en équipe nationale entre 1969 et 1970.

## Biographie
Avec le MC Alger, il remporte notamment un championnat d'Algérie et deux Coupes d'Algérie.
Il reçoit 4 sélections en équipe d'Algérie entre 1969 et 1970, inscrivant un but en équipe nationale.

## Palmarès
MC Alger
- Championnat d'Algérie de football (1) :
  - Champion : 1972
  - Vice-Champion : 1970

- Coupe d'Algérie de football (2) :
  - Vainqueur : 1971 et 1973
- Supercoupe d'Algérie
  - Finaliste : 1973

- Coupe du Maghreb des vainqueurs de coupe de football (1) :
  - Vainqueur : 1972

## Distinctions personnelles
- * Meilleur buteur du championnat d'Algérie de football (1) : 
  - Buteur en : 1971-1972